# Прапор Альбукерке
Прапор Альбукерке, є офіційним муніципальним прапором Альбукерке штату Нью-Мексико. Дизайн являє собою червоне поле з жовтими елементами ( символ сонця Зія з числом «1706» посередині, слово «Albuquerque» курсивом прямо під символом сонця та літаючий громовий птах у кантоні).
Було зроблено кілька спроб змінити дизайн прапора, навіть змусивши деяких членів міської ради запропонувати відкритий конкурс і публічне голосування. Незважаючи на ці зусилля, жодних змін не відбулося.  

## Дизайн і символіка
Кольори на прапорі Альбукерке є реверсом кольорів прапора Нью-Мексико з жовтими елементами на червоному полі. Центральним елементом на обох прапорах є символ сонця Зія, який символізує духовне значення сонця та священного числа чотири в культурі народу Зія. Промені символу Зія символізують чотири сторони світу, чотири пори року, чотири частини доби та чотири етапи життя.  У центрі символу Зія вказано рік заснування міста, 1706, а під ним іспанським готичним шрифтом надруковано назву «Albuquerque». У кантоні зображено стилізований символ птаха, що складається з обтічної бомби, накладеної на півмісяць перпендикулярно до нього, «визнаючи внесок Альбукерке в ядерно-космічну еру».  

## Історія
Ідея створення міського прапора вперше була обговорена Торговою палатою Альбукерке в 1967 році.  Пізніше того ж року місто отримало прапор від Сасебо, свого міста-побратима в Японії, напередодні запланованого візиту делегації з Сасебо до Альбукерке.  Торгово-промислова палата хотіла подарувати прапор натомість і оголосила конкурс на дизайн такого прапора, який тривав з грудня 1967 року по березень 1968 року.  Проєкт-переможець був розроблений Річардом П. Ванном, місцевим оптометристом.  Новий прапор вперше замайорів 21 червня 1968 року, після чого був вручений заступнику мера Сасебо.  
Ще одна копія прапора була подарована місту Альбукерке 13 січня 1969 року організацією Camp Fire Girls під керівництвом Джойс Міллер.  Повідомляється, що цей прапор мав розміри 1,5 метри на 2,4 метри і було розміщено в залі міської комісії. Інші копії прапора ручної роботи також розповсюдили Camp Fire Girls.  У червневій статті 1969 року говорилося, що «місіс Міллер створила всі прапори Альбукерке, які зараз існують».  Використання прапора стало більш поширеним після того, як Zonta Club пожертвував 140 прапорів для використання на громадських будівлях по всьому місту в листопаді 1969 року та ще 108 прапорів для державних шкіл Альбукерке в 1970 році.   У 1985 році організація розповсюдила наступну партію з 200 прапорів, щоб замінити попередні.  У 1984 році астронавт Майк Маллейн підняв прапор Альбукерке в космос на борту космічного човника «Діскавері» під час його першої місії, а потім подарував його місту після повернення. 
Прапор посів 25 місце серед 150 дизайнів прапорів американських міст в опитуванні Північноамериканської вексилологічної асоціації в 2004 році. 